# Heptascelio punctisternus
Heptascelio punctisternus är en stekelart som beskrevs av T.C. Narendran och Ramesh Babu 1996. Heptascelio punctisternus ingår i släktet Heptascelio och familjen Scelionidae. Inga underarter finns listade i Catalogue of Life.